# Дравоград (община)
Община Дравоград (словен. Občina Dravograd) — одна з общин в центральній Словенії. Адміністративним центром є місто Дравоград. Община є частиною природно-географічні провінції Каринтія. Водне багатство експлуатується в енергетичних цілях.

## Населення
У 2010 році в общині проживало 9069 осіб, 4565 чоловіків і 4504 жінок. Чисельність економічно активного населення (за місцем проживання), 3639 осіб. Середня щомісячна чиста заробітна плата одного працівника (EUR), 866,30 (в середньому по Словенії 966.62). Приблизно кожен другий житель у громаді має автомобіль (51 автомобілів на 100 жителів). Середній вік жителів склав 41,8 роки (в середньому по Словенії 41.6).